# Панченко Анатолій Іванович
Панченко Анатолій Іванович — доктор технічних наук, професор, завідувач кафедрою «Мобільних енергетичних засобів».

## Біографія
Анатолій Іванович Панченко народився 18 квітня 1952 році у м. Мелітополі. Після закінчення восьмого класу СШ № 11 у 1967—1971 роках навчався у Мелітопольському машинобудівному технікумі та отримав спеціальність — технік-технолог по обробці металу різанням.
З 1971 по 1973 рік служив у лавах радянської армії.
Трудову діяльність розпочав у 1973 році змінним майстром, а з 1975 року інженером-конструктором ІІІ категорії верстатобудівного заводу ім. 23 Жовтня.
З 1975 р. працював майстром виробничого навчання, а з 1980 року — завідувачем лабораторії кафедри «Технологія металів» Мелітопольського інституту механізації сільського господарства. У 1975 році вступив до Мелітопольського інституту механізації сільського господарства на факультет «Механізація сільського господарства» заочної форми навчання. В 1980 році закінчив інститут та одержав спеціальність — «інженер-механік».
З 1982 року Анатолій Іванович навчається в аспірантурі.
У 1988 році захистив кандидатську дисертацію «Совершенствование методов и средств ремонтной диагностики планетарних гидромашин, применяемых гидроприводах сельскохозяйственной техники» у спеціалізованій вченій раді Харківського інституту механізації і електрифікації сільського господарства та отримав вчений ступінь — кандидат технічних наук
З 1988 року по 1995 рік Панченко А. І. працював асистентом, старшим викладачем, а потім доцентом кафедри «Трактори і автомобілі», а з 1999 року по 2006 рік очолював дану кафедру.
У 2006—2008 роках Анатолій Іванович декан механіко-технологічного факультету.
З 2008 року і по теперішній час працює завідувачем кафедри «Мобільні енергетичні засоби». Під його керівництвом за результатами конкурсів-оглядів кафедра багаторазово визнавалась кращою в університеті. Він бере участь у виконанні робіт науково-технічного напрямку кафедри МЕЗ, завідує науково-дослідною лабораторією «Гідравлічні машини та гідроприводи сільськогосподарської техніки». Є керівником робочої групи по створенню електронних навчально-методичних комплексів при Науково-методичному центрі аграрної освіти, по дисциплінам «Трактори і автомобілі» та «Гідропривод сільськогосподарської техніки». На базі університету керує науковою школою: «Проектування та розробка гідравлічних машин об'ємної дії».
В 2007 році А. І. Панченко захищає докторську дисертацію «Розвиток наукових основ проектування планетарних гідромоторів з заданими вихідними характеристиками» в НТУ «Харківський політехнічний університет».
У 2008 році рішенням Атестаційної колегії Міністерства освіти і науки України було присвоєне вчене звання — професор.
Основні наукові інтереси професора Панченка А. І. пов'язані з дослідженням і проектуванням нового покоління планетарних гідромашин. З 2004 року він є активним членом Міжнародної асоціації промислової гідравліки і пневматики, а також член редколегії Всеукраїнського науково-технічного журналу « Промислова гідравліка і пневматика».

## Нагороди
За суттєвий внесок у підготовку наукових і науково-технічних кадрів та підвищення науково-технічного рівня вітчизняних розробок в галузі промислової гідравліки Панченко А. І. нагороджений знаком «Відмінник освіти України» Міністерства освіти і науки України та трудовою відзнакою «Знак пошани» Міністерства аграрної політики України, багатьма грамотами та дипломами.